# 凯文·莫里森
凯文·亚历山大·莫里森（英語：Kevin Alexander Morrison，1976年6月—），美国历史学家，擅长维多利亚时代历史研究。1998年获英国汉普郡学院学士学位，2003年获美国芝加哥大学硕士学位，2009年获美国莱斯大学英文博士学位，曾是新加坡国立大学和美国康涅狄格大学的访问学者，2009年至2018年曾任教于美国雪城大学，2019年1月起任河南大学外语学院特聘教授、河南省高等学校讲座教授。
2020年12月14日，其2018年著作《维多利亚时代的自由主义与物质文化》（Victorian Liberalism and Material Culture）获美国现代语言协会第33届年度独立学者奖。2022年12月7日，入选为英国皇家历史学会外籍会士。

## 专著
- 《留学教育学，黑暗旅游，历史重演:开膛手杰克和他的受害者的足迹》，帕尔格雷夫出版社，2019年；
- 《维多利亚自由主义教育的微观历史：约翰·莫利的“离散的冷漠”》，帕尔格雷夫出版社，2018年；
- 《维多利亚时代的自由主义与物质文化：思想与地域的协同作用》，爱丁堡大学出版社，2018年。